# Бойки (селище)
Бойки́ — селище у Солотвинській територіальній громаді Івано-Франківського районі Івано-Франківської області. Населення становить 47 осіб (станом на 2001 рік). Населений пункт розташований на південному заході Івано-Франківського району.

## Географія
На південь від селища розташовані Мар'янчині водоспади.
| Клімат Бойків           | Клімат Бойків | Клімат Бойків | Клімат Бойків | Клімат Бойків | Клімат Бойків | Клімат Бойків | Клімат Бойків | Клімат Бойків | Клімат Бойків | Клімат Бойків | Клімат Бойків | Клімат Бойків | Клімат Бойків |
| Показник                | Січ.          | Лют.          | Бер.          | Квіт.         | Трав.         | Черв.         | Лип.          | Серп.         | Вер.          | Жовт.         | Лист.         | Груд.         | Рік           |
| Середній максимум, °C   | −1,7          | −0,1          | 4,8           | 11,9          | 17,5          | 20,4          | 21,9          | 21,5          | 17,6          | 12,1          | 5,0           | 0,2           | 10,9          |
| Середня температура, °C | −5            | −3,3          | 0,9           | 7,0           | 12,2          | 15,2          | 16,6          | 16,1          | 12,5          | 7,3           | 1,9           | −2,5          | 6,6           |
| Середній мінімум, °C    | −8,2          | −6,4          | −3            | 2,1           | 6,9           | 10,0          | 11,4          | 10,8          | 7,4           | 2,6           | −1,2          | −5,1          | 2,3           |
| Норма опадів, мм        | 41            | 39            | 42            | 60            | 90            | 110           | 105           | 85            | 57            | 44            | 46            | 52            | 771           |
| ----------------------- | ------------- | ------------- | ------------- | ------------- | ------------- | ------------- | ------------- | ------------- | ------------- | ------------- | ------------- | ------------- | ------------- |
| Джерело:                |               |               |               |               |               |               |               |               |               |               |               |               |               |

## Населення
Станом на 1989 рік у селищі проживали 40 осіб, серед них — 21 чоловік і 19 жінок.
За даними перепису населення 2001 року у населеному пункті проживали 47 осіб. Рідною мовою назвали:
| Мова       | Кількість осіб | Відсоток |
| ---------- | -------------- | -------- |
| українська | 47             | 100,00 % |

## Світлини

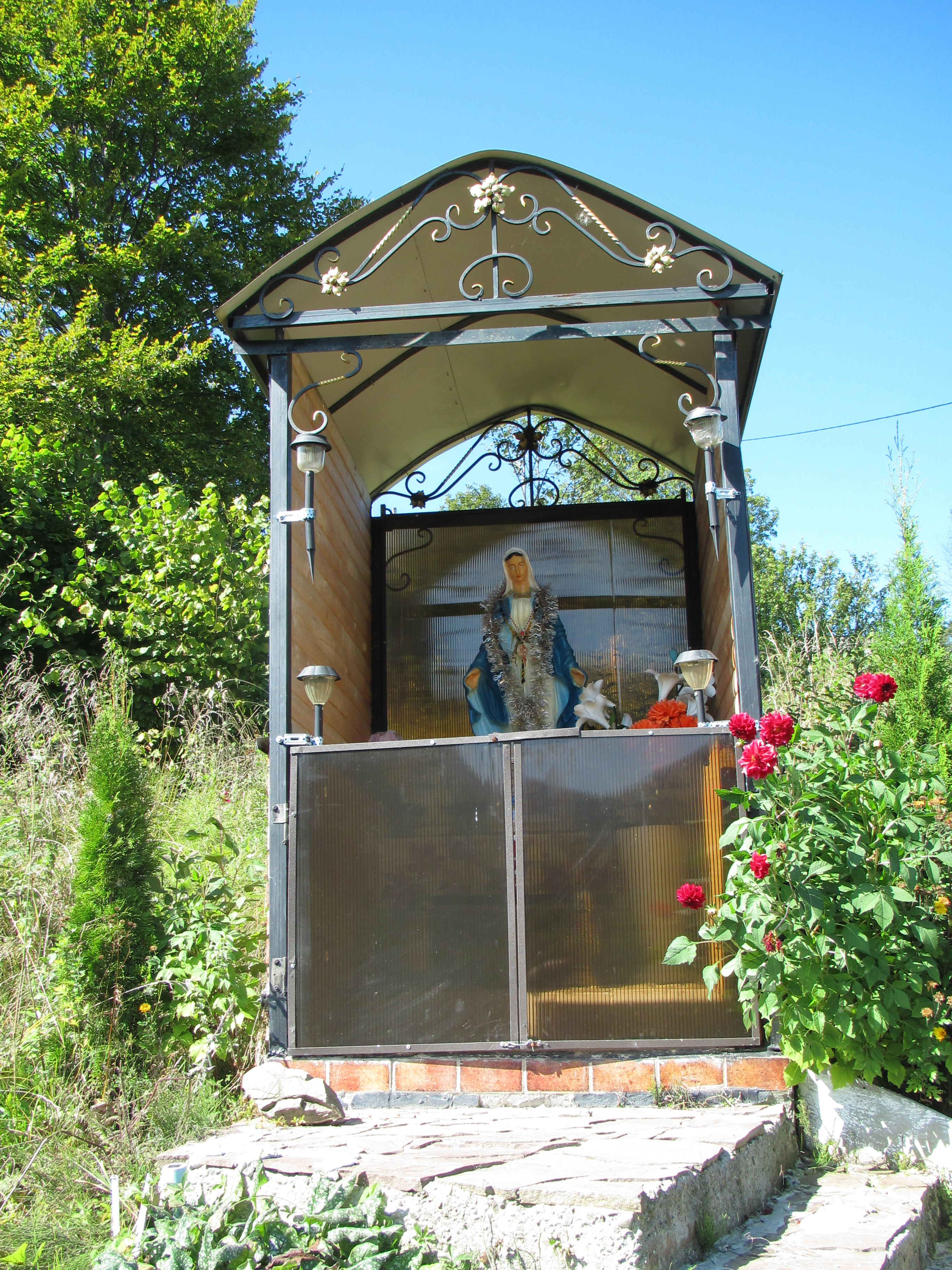
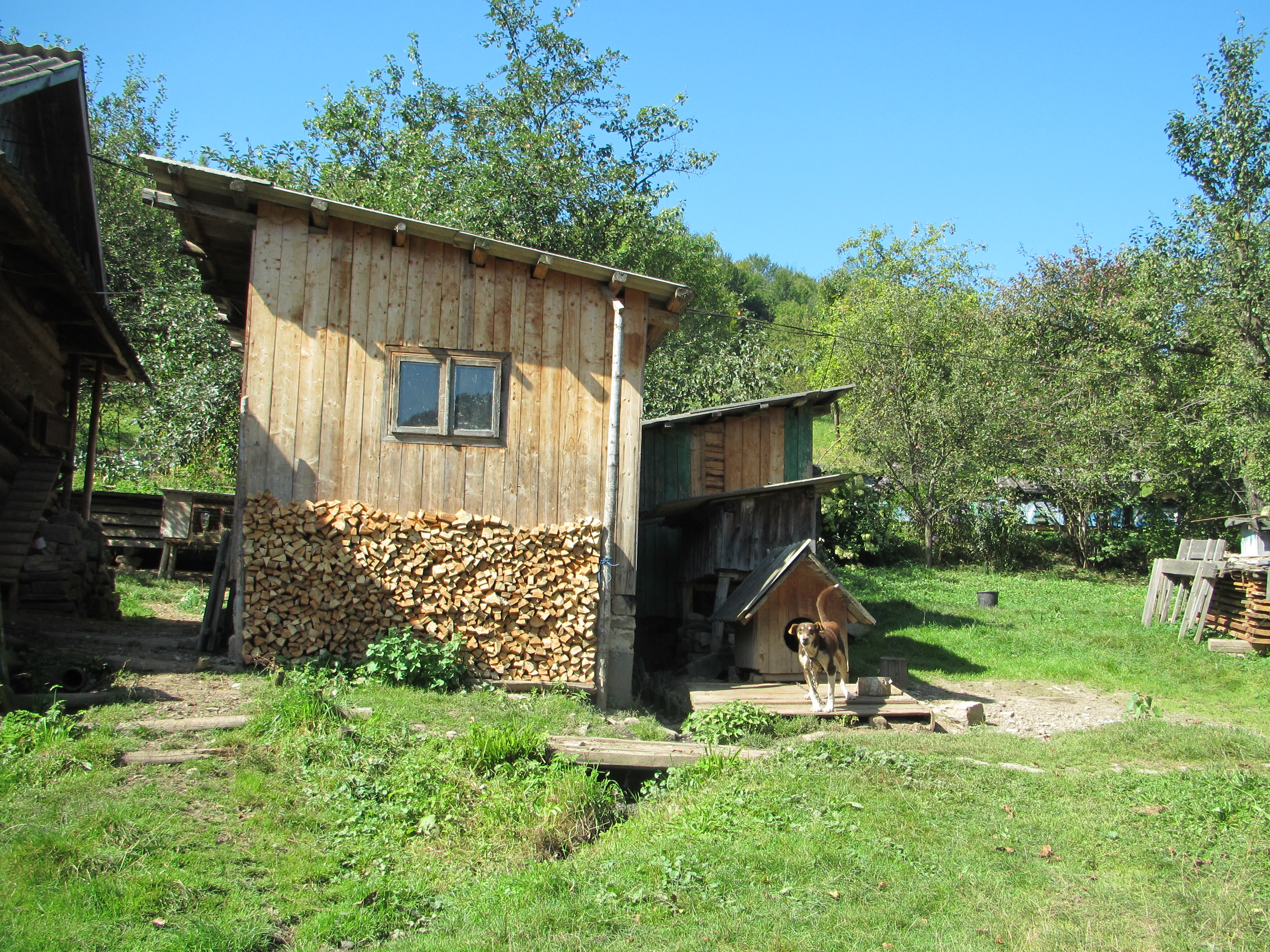
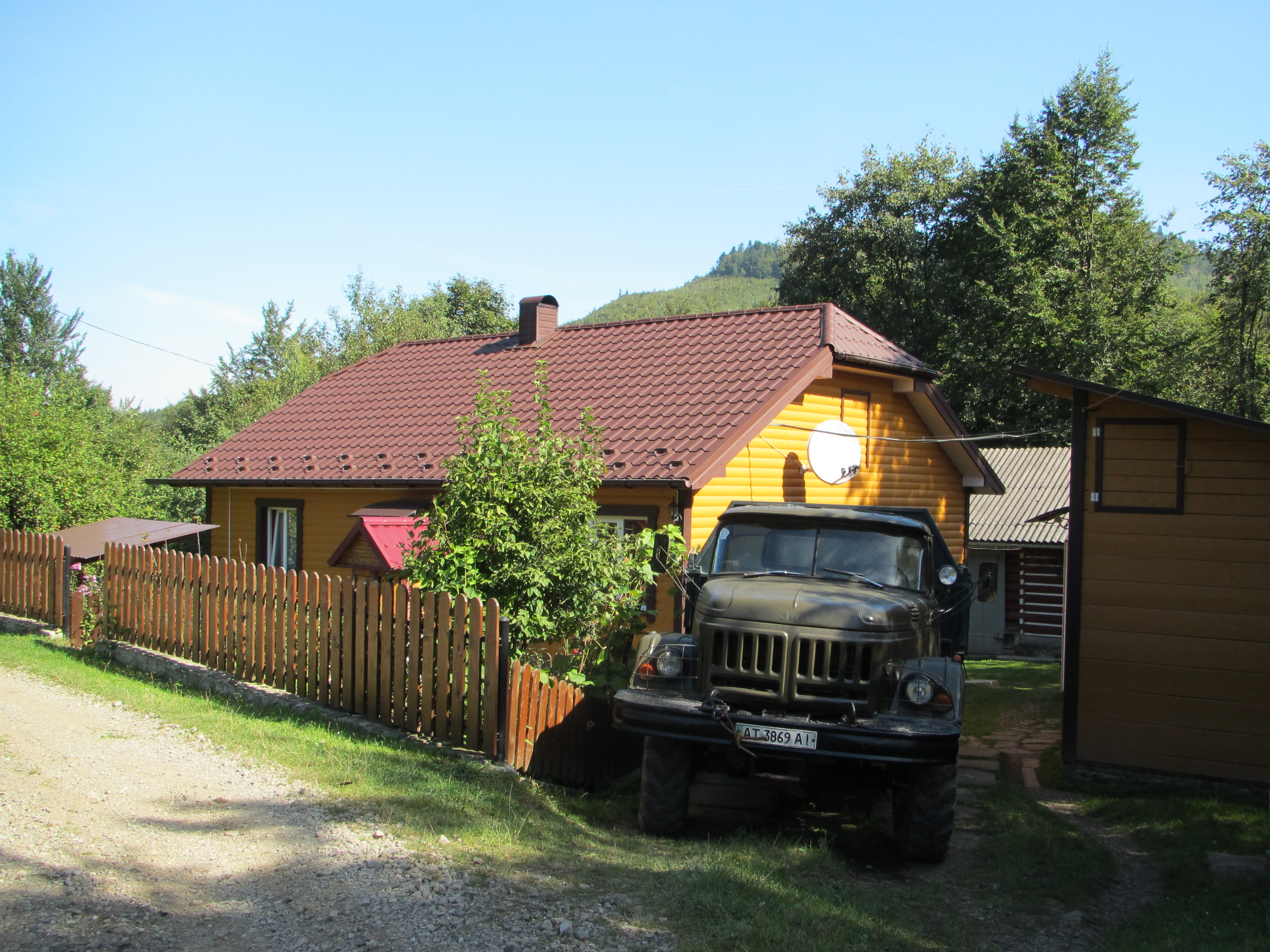
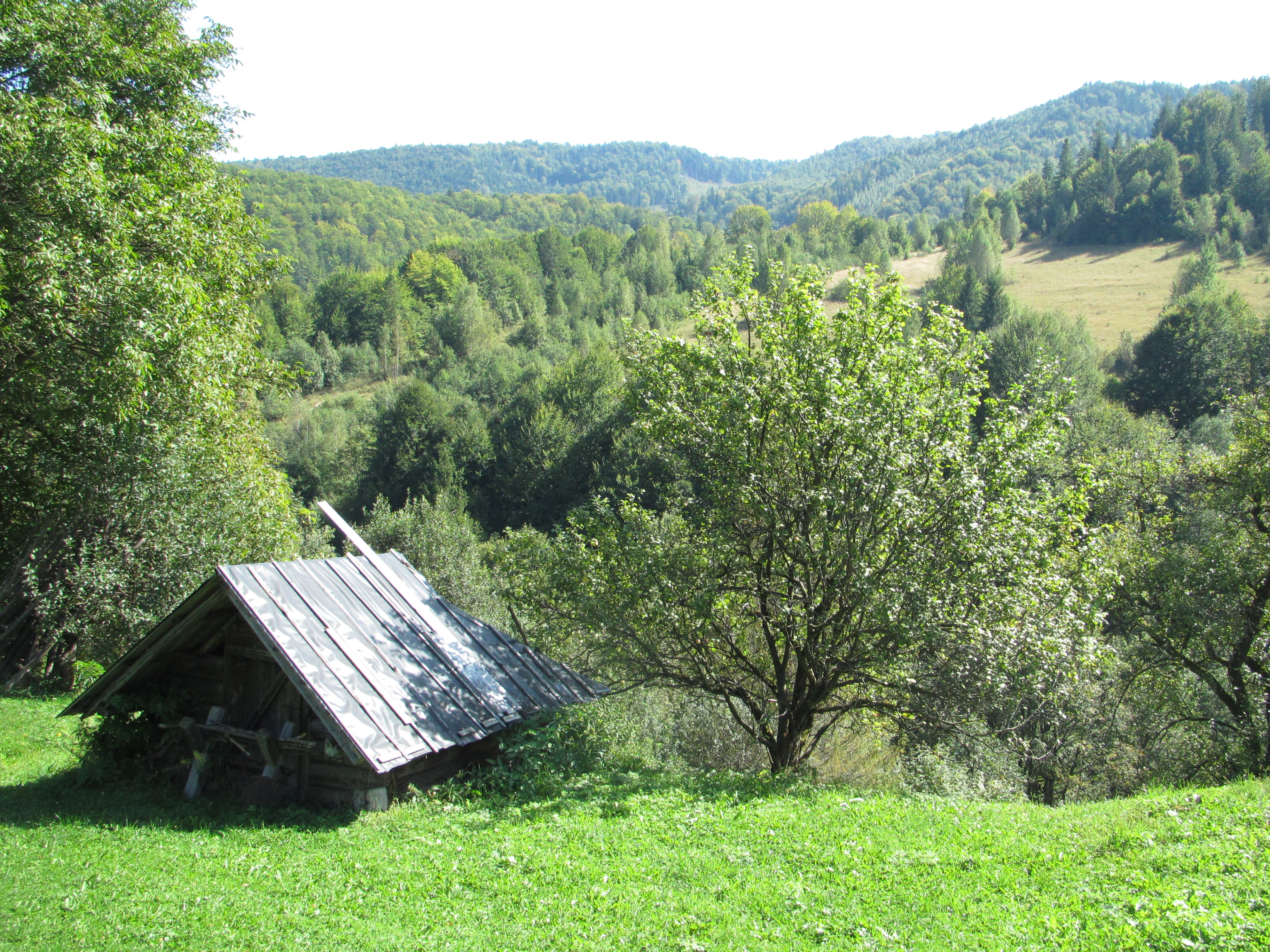
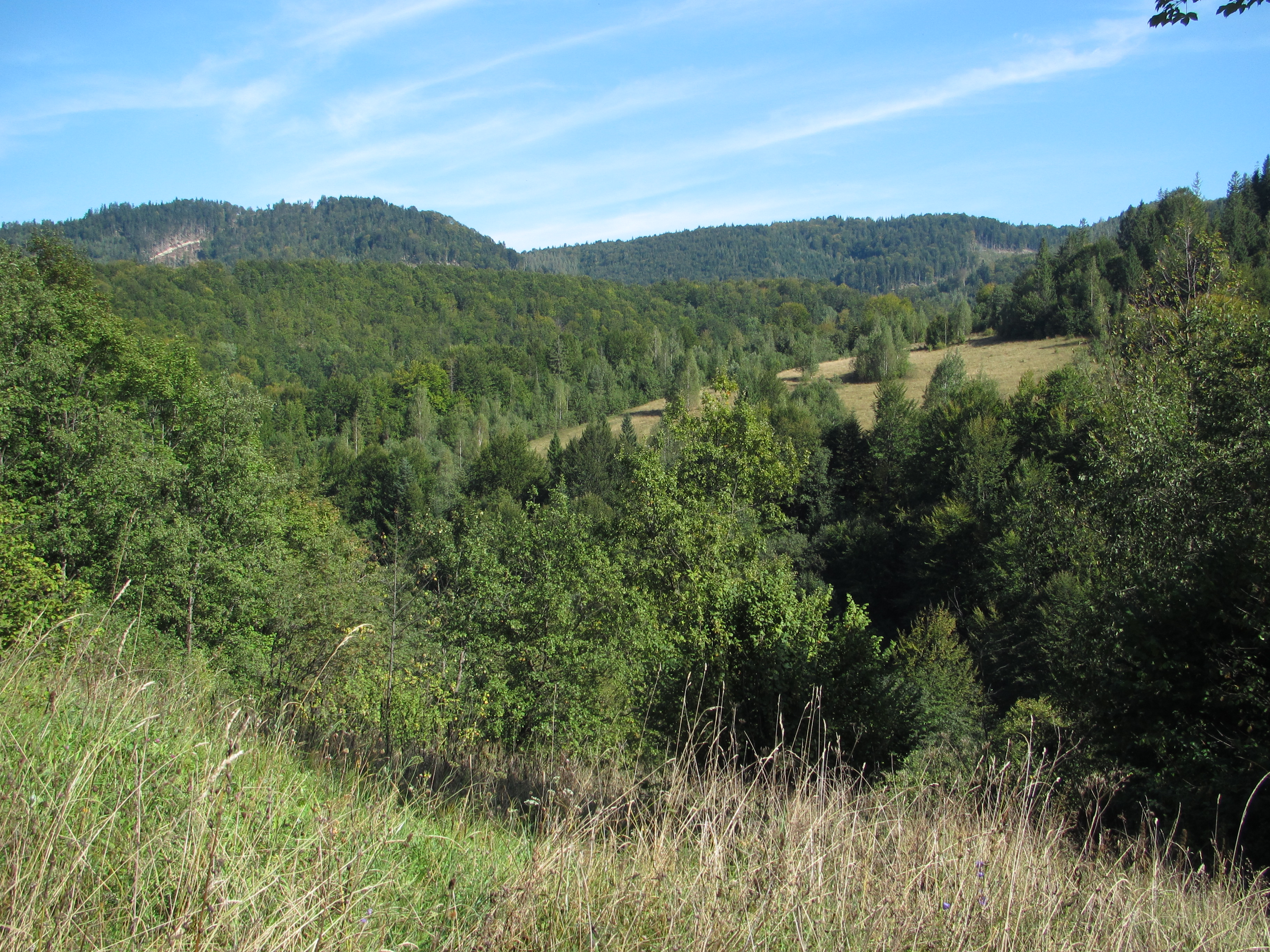
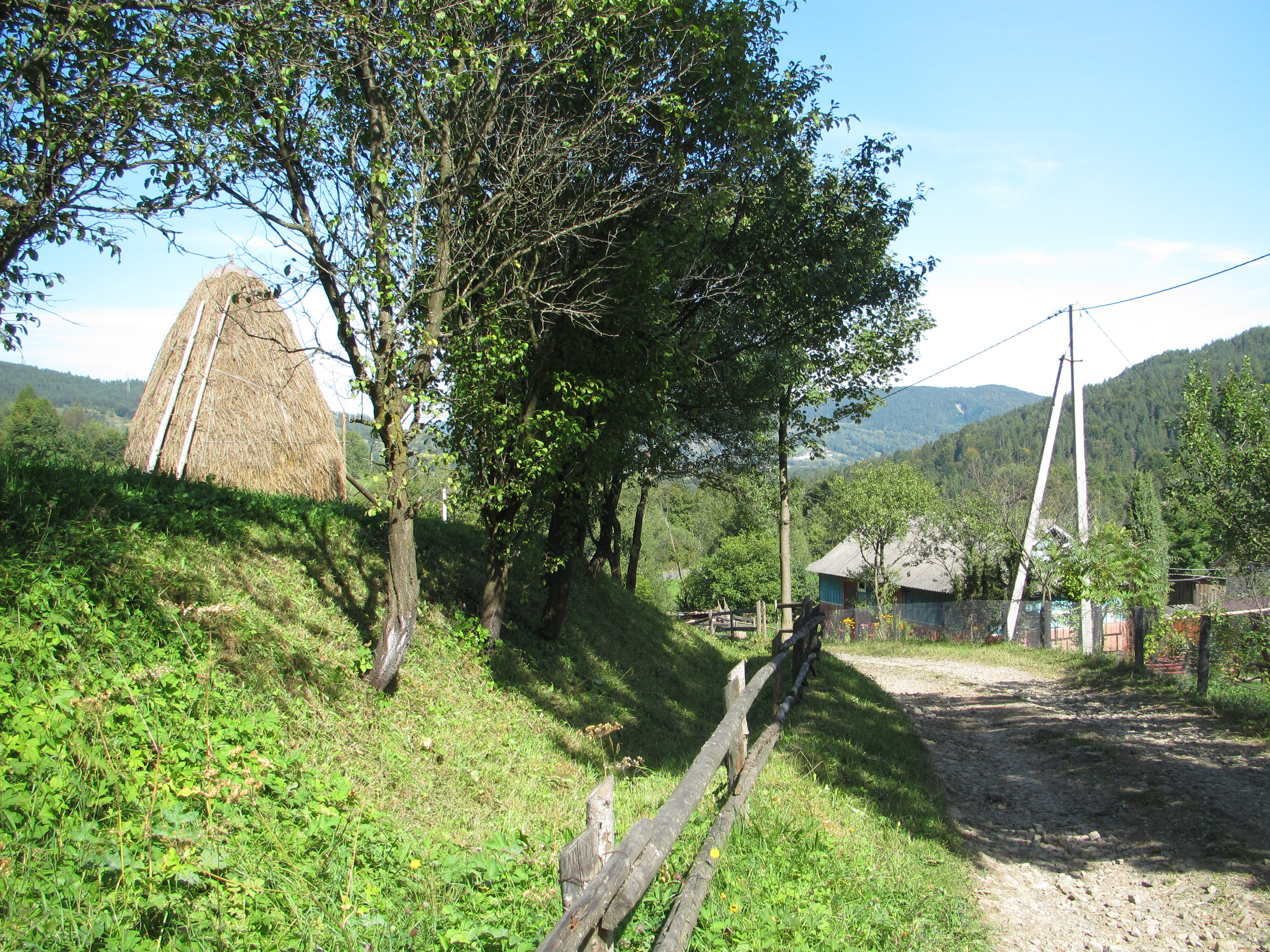
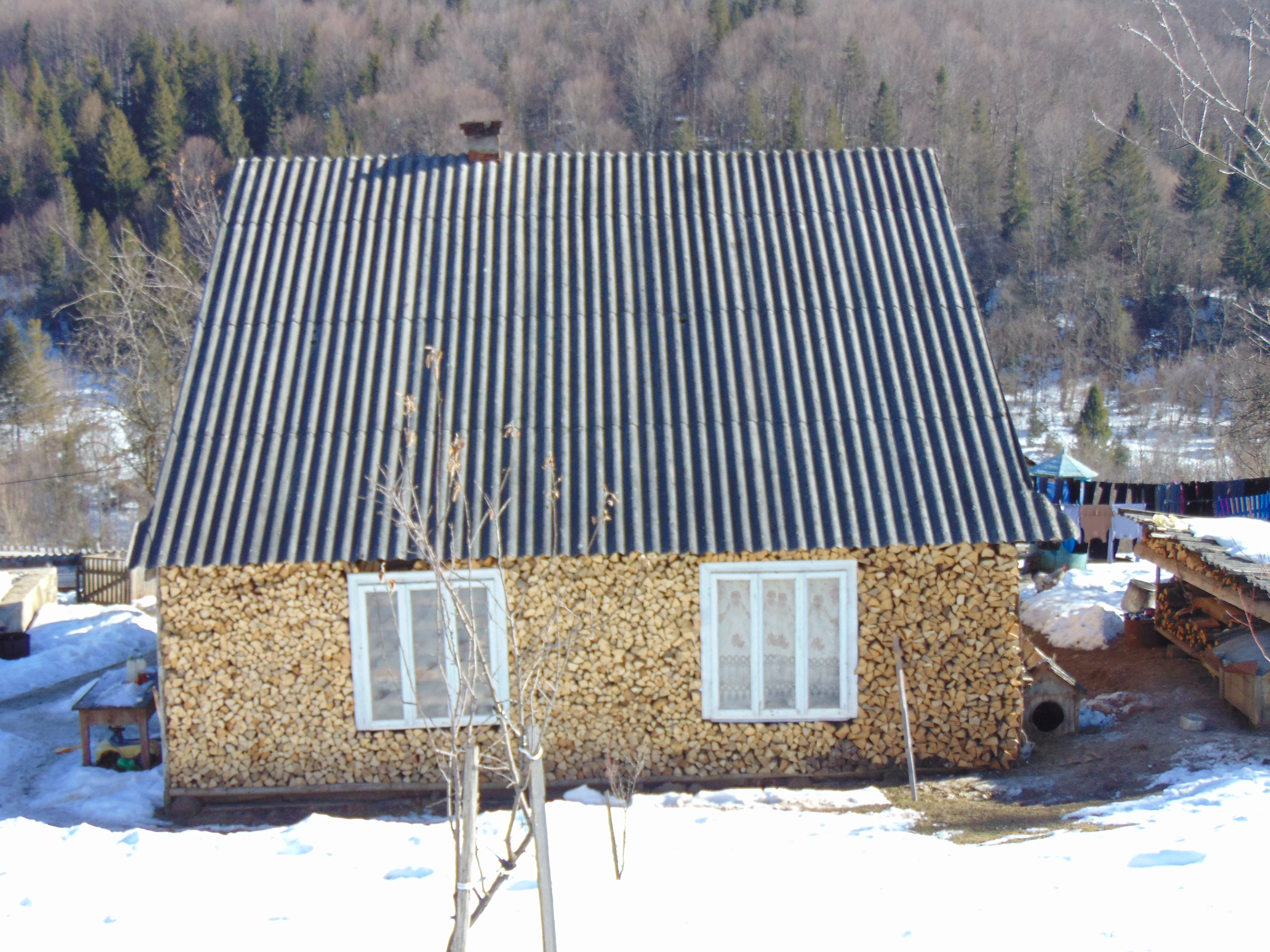
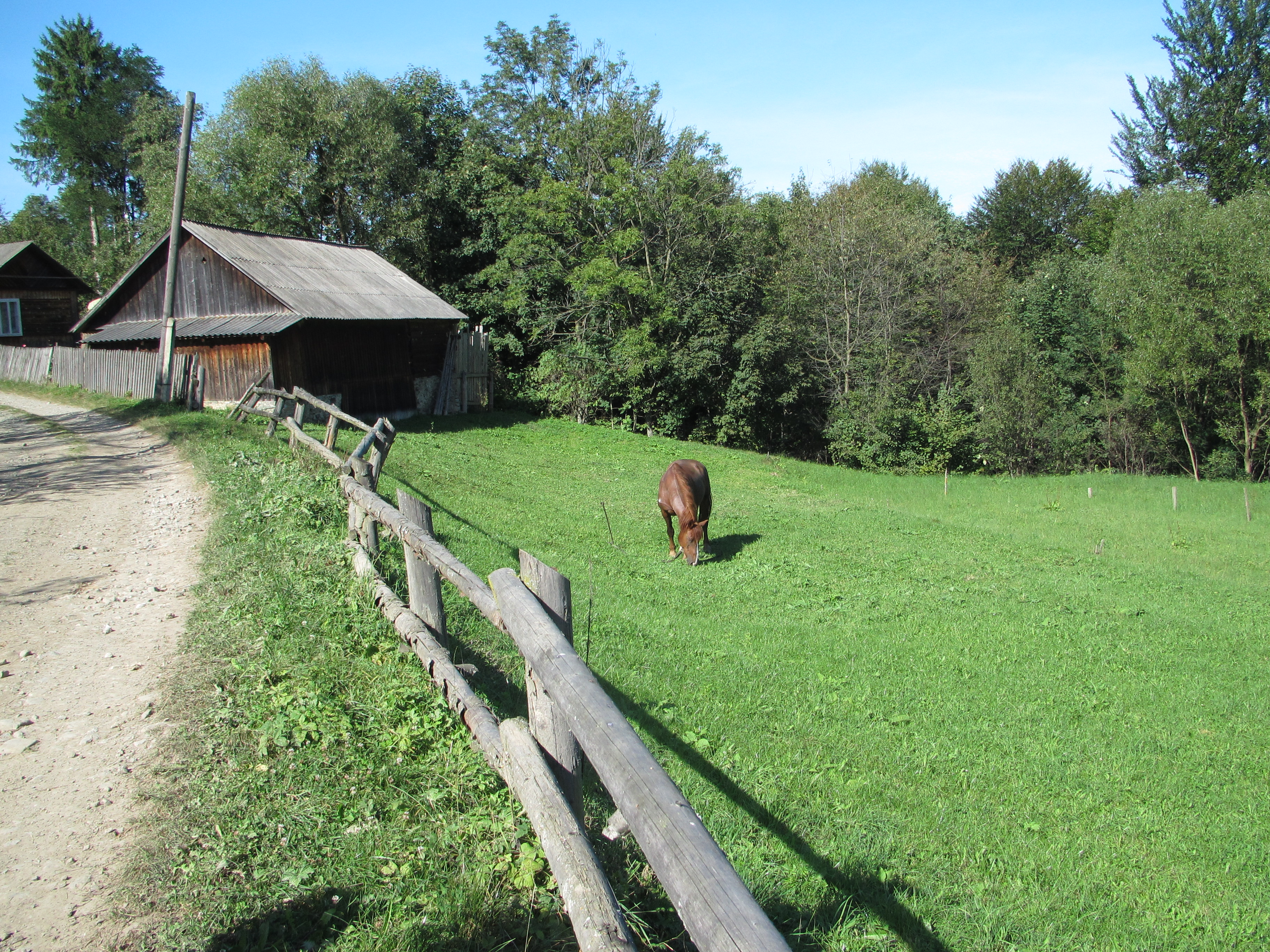
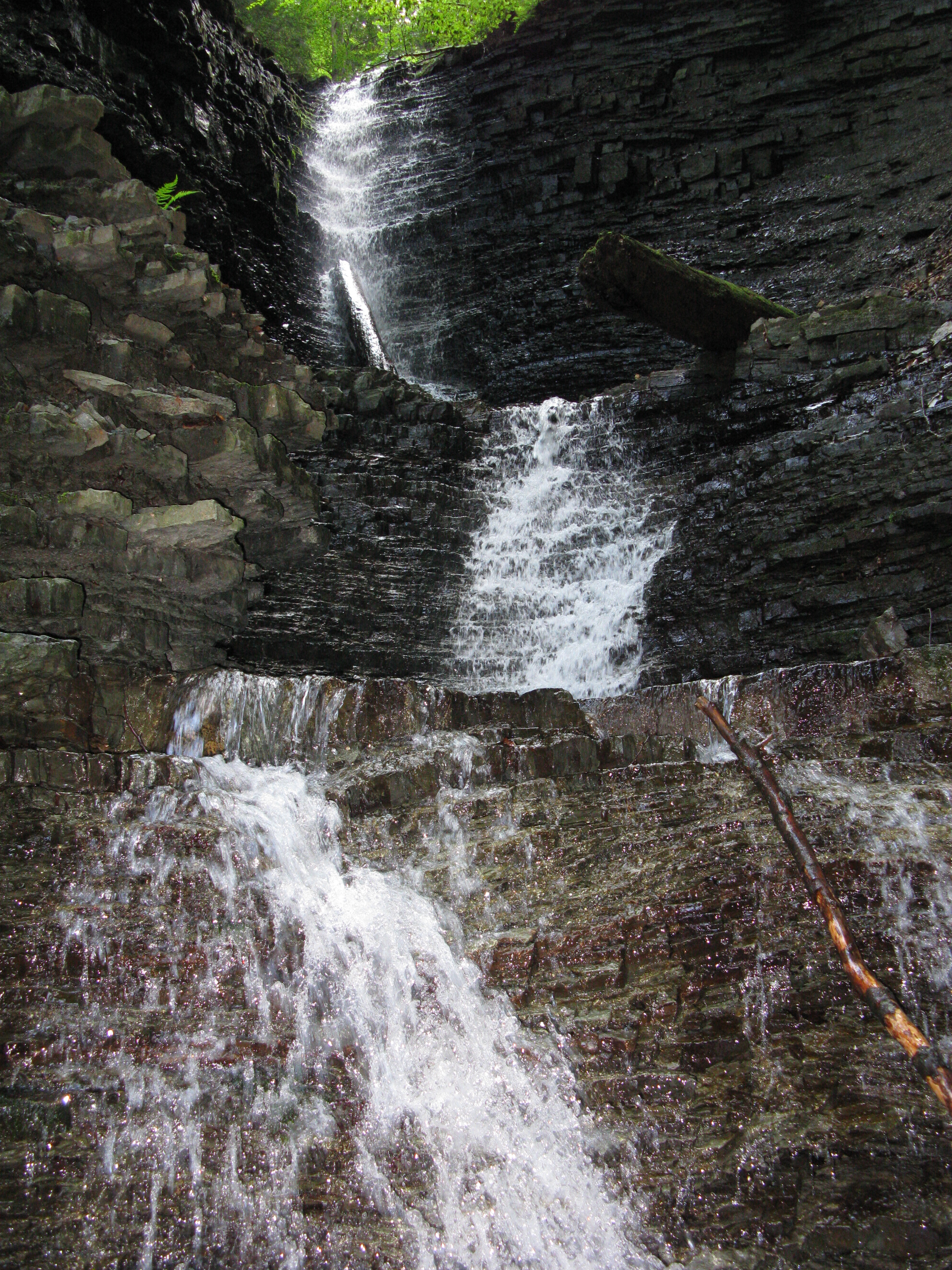